# Hillsboro (Oregón)
Hillsboro es una ciudad ubicada en el condado de Washington en el estado estadounidense de Oregón. En el año 2009 tenía una población de 90,380 habitantes y una densidad poblacional de 1,256.3 personas por km².

## Geografía
Hillsboro se encuentra ubicada en las coordenadas 45°51′23″N 122°59′18″O / 45.85639, -122.98833.

## Demografía
Según la Oficina del Censo en 2000 los ingresos medios por hogar en la localidad eran de $51,737, y los ingresos medios por familia eran $57,379. Los hombres tenían unos ingresos medios de $41,046 frente a los $30,172 para las mujeres. La renta per cápita para la localidad era de $21,680. Alrededor del 9.2% de la población estaban por debajo del umbral de pobreza.

## Localidades adyacentes
Diagrama de las localidades a un radio de 16 km a la redonda de Hillsboro. 